# ترنتن (کارولینای جنوبی)
ترنتن (به انگلیسی: Trenton) شهری در ایالت کارولینای جنوبی کشور ایالات متحده آمریکا است که جمعیت آن در سرشماری سال ۲۰۱۰ میلادی، ۱۹۶ نفر بوده‌است.